# Mindella
Mindella is een geslacht van kevers uit de familie bladkevers (Chrysomelidae).
De wetenschappelijke naam van het geslacht werd in 1995 gepubliceerd door Medvedev.

## Soorten
- Mindella leyteana Medvedev, 1995
- Mindella luzonica Medvedev, 1995